# Burg Gleiberg

Burg Gleiberg um 1860, Glasmalerei 1894, Gießener Wingolfshaus

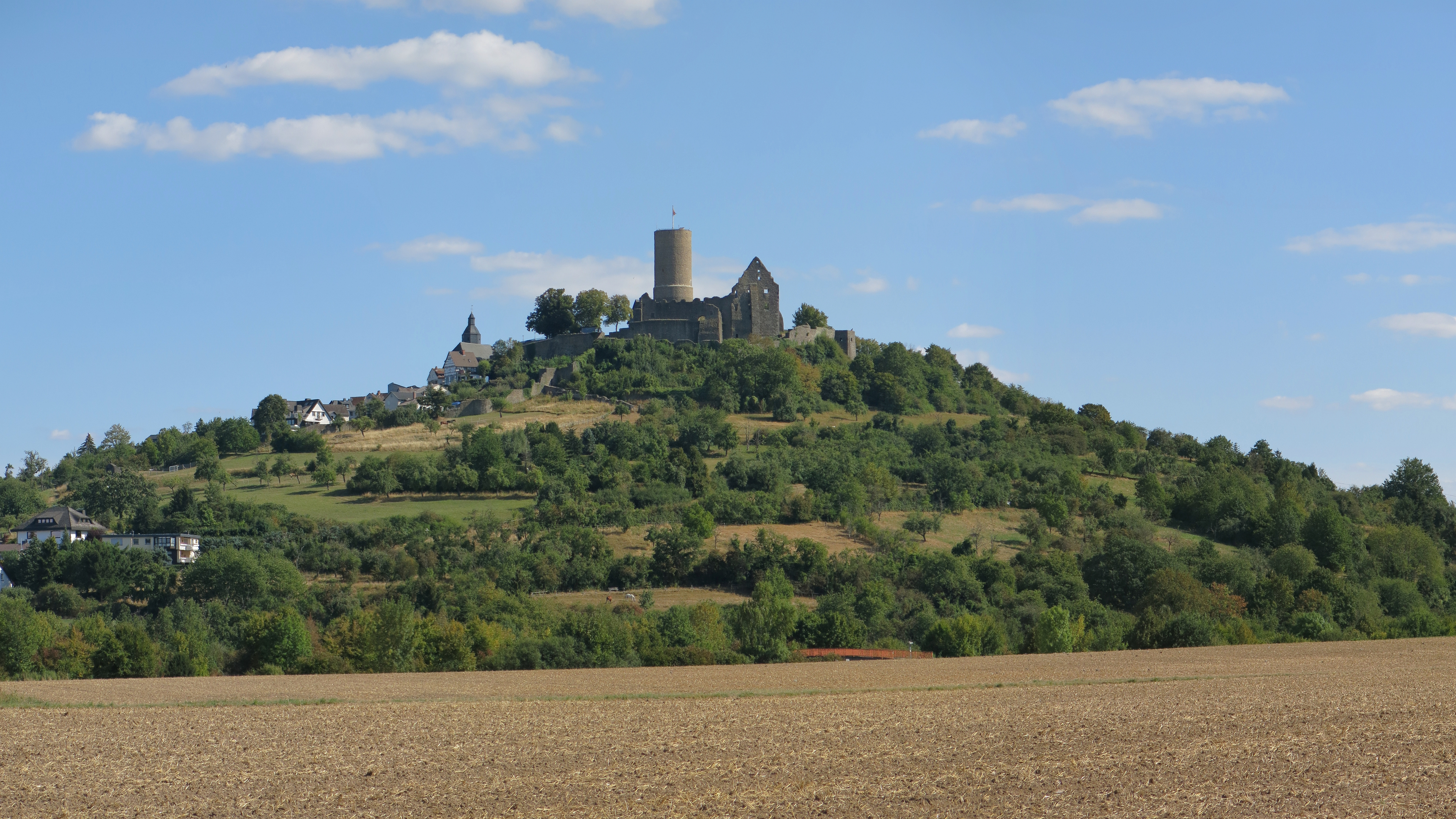
Ansicht von Nordwesten

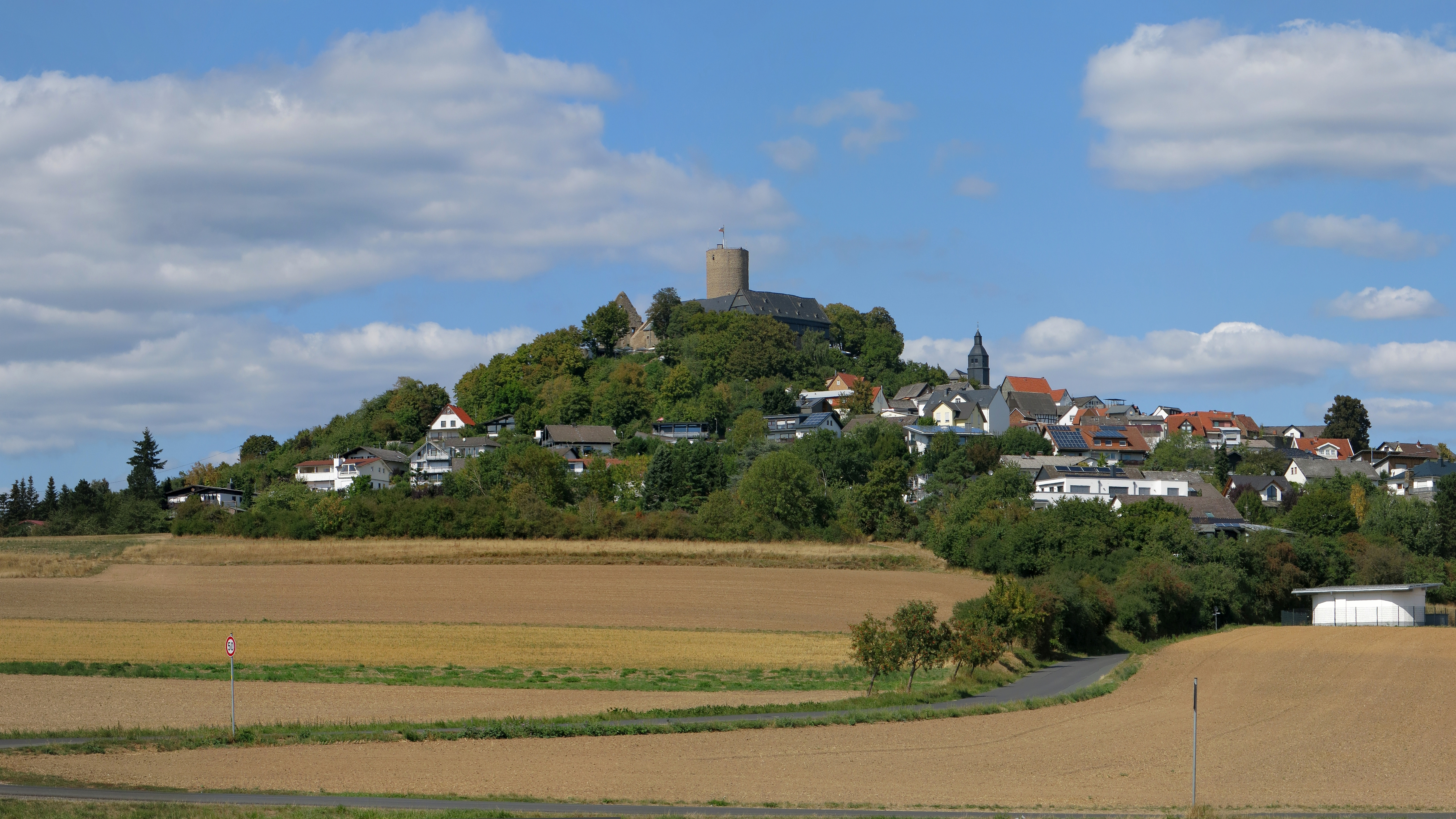
Ansicht von Süden

Die Burg Gleiberg mit dem umgebenden Dorf Gleiberg ist ein namensgebender Teil von Krofdorf-Gleiberg und gehört zur Gemeinde Wettenberg im Kreis Gießen in Hessen.

## Lage
Die Gipfelburg liegt auf dem gleichnamigen 308 m ü. NHN hohen Gleiberg.
Nicht weit entfernt, zwischen Gleiberg und Dünsberg, liegt die Burgruine Vetzberg, eine ehemalige Zweitburg der Grafen von Gleiberg.

## Geschichte
Bereits die Konradiner nutzten den Gleiberg als Standort einer Burg. Möglicherweise wurde diese schon von Otto, dem Bruder König Konrads, als Festung gegen die Popponen erbaut.
Heribert von der Wetterau machte die Burg 949 zur Residenz seiner Grafschaft Gleiberg. Nach seinem Tod gelangte die Burg an seinen Schwiegersohn Friedrich, den Begründer des luxemburgischen Grafenhauses. Die Burg gilt als möglicher Geburtsort der Kaiserin Kunigunde um 980.
Im Jahr 1103 eroberte König Heinrich V. die Burg und ließ sie zerstören. Erst nachdem sich von den Grafen von Luxemburg die zweite Linie der Grafen von Gleiberg abgespaltet hatte, kam es im 12. Jahrhundert zum Wiederaufbau der Burg.
Eine bekannte historische Gestalt aus dem 12. Jahrhundert ist Clementia von Gleiberg. Sie gründete 1129 auf dem Schiffenberg bei Gießen das Augustiner-Chorherrenstift.
Mit dem Aussterben der Grafen von Gleiberg kamen im späten 12. Jahrhundert die Westhälfte der Burg und der Grafschaft an Hartrad II. von Merenberg. Die Osthälfte der Burg und der Grafschaft gelangten an die Pfalzgrafen von Tübingen. Die Merenberger konnten später die Osthälfte der Burg erwerben und sie wurde für 150 Jahre deren Sitz.
Nach dem Aussterben der Merenberger mit dem Tod von Hartrad VI. fiel die Burg im 14. Jahrhundert an das Haus Nassau-Weilburg. Sie wurde Mittelpunkt des „Lands an der Lahn“, hatte jedoch keine Residenzfunktion mehr.
Im Dreißigjährigen Krieg wurde die Burg 1646 von Truppen der Landgräfin Amalie Elisabeth von Hessen-Kassel zerstört. Da ihr keine militärische Bedeutung mehr zukam, wurde auf einen Wiederaufbau verzichtet. Am 30. Juni 1816 kam die Burg durch Tausch vom Herzogtum Nassau an das Königreich Preußen.
Der Gleiberg war im 18. und 19. Jahrhundert oft Ziel von Protestzügen der Studentenschaft der Universität Gießen. Bekannt wurde auch das seit dem 16. Jahrhundert nachweisbare Gasthaus „Zur Spießpforte“ am Fuß der Burg. Seit etwa 1860 trägt es den Namen „Zum schwarzen Walfisch“. Hier wurde am 15. August 1852 der Gießener Wingolf gestiftet. Die Gaststätte „Zum schwarzen Walfisch“ war nach Überlieferungen im Jahr 1879 das Gründungslokal des Gesangvereins „Hermanus“ Gleiberg, des ältesten Vorgängervereins der heutigen Sängervereinigung Gleiberg.
In der Burgruine wurde am 7. Mai 1870 der Gießener Freier Studentenverein (heutige Gießener Burschenschaft Adelphia) gegründet.

## Anlage
Die Burg ist in die ältere, ins Jahr 950 n. Chr. datierte Oberburg und die im 16. Jahrhundert erbaute Unterburg gegliedert. In der 2. Hälfte des 16. Jahrhunderts entstanden der Albertusbau und der Nassauerbau der Unterburg.

### Bergfried
Vom Parkplatz unterhalb der Oberburg erreicht man die Ruine der Burg mit dem um 1200 errichteten imposanten Bergfried. Er verfügt über eine vorgelagerte und gerundete Mantelmauer und hat eine Höhe von 30 m. Bis zu dem in 15 m Höhe liegenden früheren Hocheingang hat der Turm einen Durchmesser von etwa zwölf Meter, darüber verjüngt er sich auf elf Meter. Im Bereich des heutigen Eingangs beträgt die Wandstärke gut vier Meter. Im Inneren führt eine Betontreppe mit 150 Stufen bis zur Aussichtsplattform, die über 54 Stufen als linksdrehende Wendeltreppe ausgeführt ist. Darüber erweitert sich der Innendurchmesser des Bergfrieds von 3,7 Meter auf 5,7 Meter und die Treppe führt mit etlichen geraden Segmenten und Absätzen bis zum überdachten Austritt auf die Plattform. Der Treppenaufgang wird über Bewegungsmelder durch Lampen sowie eine verglaste Öffnung im Boden der Plattform erhellt, auf der zum Schutz eine Metallgitter-Pyramide aufgesetzt ist. Von der Plattform auf dem Bergfried, auf der ein fest installiertes Fernrohr angebracht ist, hat man eine schöne Aussicht über das Gießener Becken zu Vogelsberg, Westerwald und Taunus. Der Bergfried wurde 2013 einer gründlichen Sanierung unterzogen und präsentiert sich seither in sehr guter Erscheinung.

### Palas
Die Ruine des Palas mit einer noch stehenden Giebelwand und Spitzbogenpforten wird auf das 13. Jahrhundert datiert. Man erkennt die Lichtschlitze der Kellergewölbe. Die Burg ist von einer Ringmauer eingefasst, wurde auf einem etwas höher liegenden Gelände erbaut und war für sich allein verteidigungsfähig.

### Heutige Nutzung
Die Ruine ist heute ein beliebtes Ausflugsziel. Seit 1879 befindet sich die Ruine im Besitz des Gleibergvereins, der sich um ihre Erhaltung bemüht.
In einem Gebäude im Innenhof zur Unterburg befindet sich das Restaurant „Burg Gleiberg“ mit Biergarten.